# Sarah Crossan

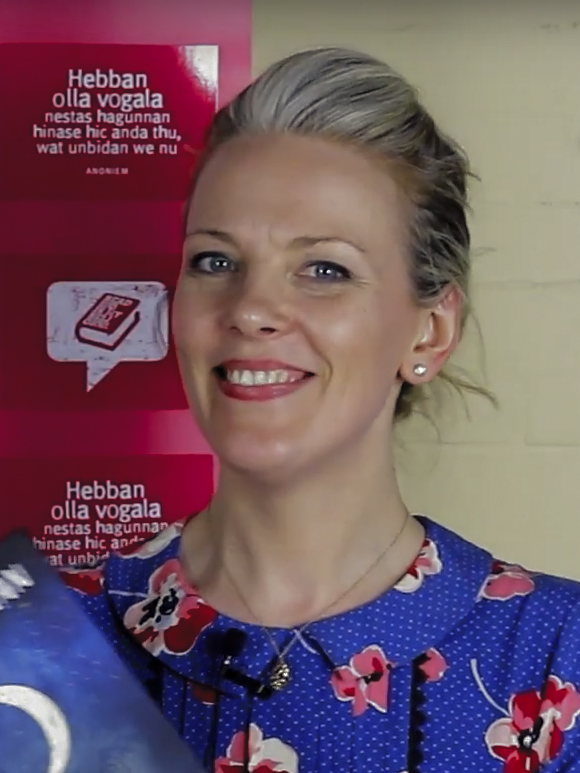
Sarah Crossan (2018)

Sarah Crossan (* 1981 in Dublin) ist eine irische Schriftstellerin. Sie verfasste seit 2012 mehrere Jugendromane, die meist auch in deutscher Übersetzung vorliegen.
Zu ihren wichtigsten Büchern gehören The Weight of Water, 2012 (dt. Die Sprache des Wassers, 2013) und One, 2015 (dt. Eins, 2016). Für ihr literarisches Werk wurde sie unter anderem mit dem Luchs des Monats (Februar 2014) und dem UKLA Book Award (2013) ausgezeichnet, stand dreimal (2013, 2015 und 2016) auf der Shortlist der renommierten Carnegie Medal und war außerdem für den Deutschen Jugendliteraturpreis (2014) nominiert. Die nationale bzw. internationale Presse bezeichnete ihr Werk unter anderem als »image-rich free verse that packs an emotional punch« (Kirkus Review) und »honest, unapologetic realism from a diverse perspective not often seen in fiction for teens« (Kirkus Review).

## Leben
Sarah Crossan wurde in Dublin geboren. Ihre Kinder- und Jugendzeit verbrachte sie in Irland und England. Sie studierte Philosophie und Literatur an der University of Warwick und machte dort 1999 ihr Diplom. Danach begann sie eine Ausbildung zur Lehrerin für Theater und Englisch an der University of Cambridge.
Crossan zog für sieben Jahre nach New York und unterrichtete dort an einer kleinen Privatschule. Nebenbei bemühte sich um die Förderung von Kreativem Schreiben an Schulen. Neben dem Unterrichten arbeitete sie als freiberufliche Redakteurin und Buchkritikerin. 2003 beendete Crossan ihren Master in Kreativem Schreiben an der University of Warwick und widmete sich fortan dem Bücher schreiben. 2010 erhielt sie ein Edward Albee Stipendium und verbrachte viel Zeit in Montauk, in der Nähe von New York, um an ihrem Debütroman „The Weight of Water“ zu arbeiten.
Heute lebt Crossan mit ihrem Mann und ihrer Tochter in Hertfordshire, England.

## Literarisches Werk

### The Weight of Water (2012)/Die Sprache des Wassers (2013)
Crossans erste Versnovelle und Debütroman The Weight of Water wurde am 5. Januar 2012 beim englischen Verlag Bloomsbury Publishing in englischer Sprache veröffentlicht und umfasst 240 Seiten. Das Buch wurde von Oliver Jeffers illustriert. Die deutsche Übersetzung erschien am 24. Juli 2013 beim Mixtvision Verlag und umfasst 232 Seiten. Cordula Setsman übernahm die Übersetzung. The Weight of Water ist unter anderem in Polen und Neuseeland publiziert worden.
The Weight of Water wurde unter anderem für den Deutschen Jugendliteraturpreis (2014) nominiert und mit dem Luchs des Monats (Februar 2014) ausgezeichnet. 2013 stand es auf der Shortlist für die Carnegie Medal. The Weight of Water erhielt ein insgesamt positives Presseecho. Die Kirkus Review beschreibt Crossans Schreibstil als »image-rich free verse that packs an emotional punch« (Kirkus Review, 1. Juni 2013). Die Publishers Weekly lobte »Crossan’s verse packs a punch as she examines the power that difference—but also determination—can wield.« Isabelle Erler meinte in Der Spiegel: »Genau mit diesen Worten und der Sprache, die Sarah Crossan daraus formt, eröffnet sich ein romanhafter Raum mit vielen Bildern, zart, poetisch, spannend und sehr dicht.«
Am 19. Mai 2014 erschien bei Audible Studios for Bloomsbury Publishing eine Hörbuchausgabe der englischsprachigen Fassung des Buches, die von Susie Riddell eingelesen wurde.
Am 10. Mai 2016 feierte The Weight of Water als Theaterstück am Theater an der Parkaue in Berlin unter der Regie von Sylvia Sobottka Premiere.

### Breathe (2012)/Breathe – Gefangen unter Glas (2013)
Crossans zweiter Jugendroman Breathe wurde am 2. Oktober 2012 beim amerikanischen Verlag Greenwillow in englischer Sprache veröffentlicht und umfasst 373 Seiten. Die deutsche Übersetzung erschien am 1. März 2013 bei der dtv Verlagsgesellschaft und umfasst 432 Seiten. Birgit Niehaus übersetzte das Buch ins Deutsche. Breathe ist unter anderem in England publiziert worden.
Das Buch erzählt die Geschichte von einer Welt, in der es keinen natürlichen Sauerstoff mehr gibt. Nur wenige Menschen schaffen es unter einer riesigen Glaskuppel zu überleben, indem sie künstlichen Sauerstoff herstellen. Doch nicht jeder kann sich den Sauerstoff leisten. Es gibt eine streng hierarchische Zweiklassengesellschaft und so beginnt eine Gruppe von Rebellen, gegen das Sauerstoffmonopol anzukämpfen.
Breathe kann verschiedenen literarischen Genres zugeordnet werden. Neben einer Einordnung als Jugendroman weist es Eigenschaften des Science-Fiction-Genre auf.
Breathe wurde unter anderem als Buch des Monats (August 2013) von der Deutschen Akademie für Kinder- und Jugendliteratur ausgezeichnet. Es war außerdem 2014 für die Carnegie Medal nominiert.
Breathe erhielt ein insgesamt positives Presseecho. Die Kirkus Review bezeichnete es als »An imaginative, convincing dystopian world dominates this intriguing debut« (Kirkus Review, 1. September 2012).
Im Februar 2014 erschien bei Audible Studios for Bloomsbury eine Hörbuchausgabe der englischsprachigen Fassung des Buches, die von Anna Parker-Naples eingelesen wurde.

### Resist (2013)/Resist – Flucht nach Sequoia (2013)
Crossans Jugendroman Resist wurde am 8. Oktober 2013 beim amerikanischen Verlag Greenwillow in englischer Sprache veröffentlicht und umfasst 368 Seiten. Es ist der zweite Teil der Breathe-Duologie. Die deutsche Übersetzung erschien am 1. November 2013 bei der dtv Verlagsgesellschaft und umfasst 368 Seiten. Nina Frey besorgte die Übersetzung. Resist ist unter anderem in England publiziert worden.
Der Kampf gegen das Sauerstoffmonopol geht weiter. Nachdem der Rebellenhain im Pod zerstört wurde, werden die Jugendlichen Alina, Quinn und Bea verbannt und müssen fliehen. Alina hat in der Rebellion ihr Zuhause verloren und Bea ihre Familie. Auf der Flucht werden sie voneinander getrennt und versuchen sich alleine auf der Suche nach Unterstützung nach Sequoia durchzuschlagen.
Resist kann verschiedenen literarischen Genres zugeordnet werden. Neben einer Einordnung als Jugendroman weist es Eigenschaften des Science-Fiction Genre auf.
Resist erhielt ein insgesamt positives Presseecho. Die Kirkus Review bezeichnete es als »An above-average dystopia; intelligent and absorbing.« (Kirkus Review, 1. Oktober 2013).
2014 erschien bei Audible Studios for Bloomsbury Publishing eine Hörbuchausgabe der englischsprachigen Fassung des Buches, die von Anna Parker-Naples eingelesen wurde.

### Apple and Rain (2014)
Crossans viertes Jugendbuch Apple and Rain wurde am 14. August 2014 beim englischen Verlag Bloomsbury Publishing in englischer Sprache veröffentlicht und umfasst 330 Seiten. Das Buch ist 2016 in deutscher Übersetzung erschienen. Apple and Rain ist unter anderem in Amerika publiziert worden.
Das Buch erzählt die Geschichte von dem Mädchen Apple, deren Mutter sie vor elf Jahren verlassen hat. Nun kehrt sie plötzlich zurück und Apple erhofft sich endlich Antworten auf die Fragen zu bekommen, die sie sich all die Jahre gestellt hat. Stattdessen bringt die Wiederkehr Apples Leben noch mehr durcheinander.
Apple and Rain wurde unter anderem auf die Shortlist der Carnegie Medal (2015) und des IBW Book Award (2015) gewählt. Apple and Rain erhielt ein insgesamt positives Presseecho. Die Irish Times kommentierte »[...] Crossan’s skill as a writer is at its most pronounced, contributing to a portrayal of adolescence that is subtle and humane.« (Robert Dunbar, 23. August 2014).
Am 5. Februar 2015 erschien bei Audible Studios for Bloomsbury Publishing eine Hörbuchausgabe der englischsprachigen Fassung des Buches, die von Susie Riddell eingelesen wurde.

### One (2015)/Eins (2016)
Sarah Crossans zweite Versnovelle One wurde am 27. August 2015 beim englischen Verlag Bloomsbury Publishing in englischer Sprache veröffentlicht und umfasst 448 Seiten. Die deutsche Übersetzung erschien am 29. Januar 2016 beim Mixtvision Verlag und umfasst 424 Seiten. Cordula Setsman übersetzte das Buch ins Deutsche. One ist unter anderem in Dänemark und Amerika publiziert worden.
Das Buch erzählt die Geschichte von den siamesischen Zwillingen Tippi und Grace, die an der Hüfte zusammengewachsen sind. Sie versuchen ein ganz normales Leben zu führen, doch sie haben nicht nur mit gesundheitlichen und familiären Problemen, sondern auch noch mit Ausgrenzung zu kämpfen. One kann verschiedenen literarischen Genres zugeordnet werden. Neben einer Einordnung als Versnovelle kann es als Jugendbuch eingeordnet werden.
Eins war Gewinner der Carnegie Medal 2016. Im Feuilleton wurde es unter anderem als » honest, unapologetic realism from a diverse perspective not often seen in fiction for teens.« (Kirkus Review vom 10. Juni 2015) bezeichnet.
Am 27. August 2015 erschien bei Audible Studios for Bloomsbury Publishing eine Hörbuchausgabe der englischsprachigen Fassung des Buches, die von Stephanie Cannon eingelesen wurde.

## Bibliographie
- The Weight of Water. Bloomsbury Publishing, London 2012, ISBN 978-1-4088-2464-1 (deutsche Übersetzung: Die Sprache des Wassers, 2013).
- Breathe. Greenwillow, New York City 2012, ISBN 978-0-06-211869-1 (deutsche Übersetzung: Breathe – Gefangen unter Glas, 2013).
- Resist. Greenwillow, New York City 2013, ISBN 978-0-06-211872-1 (deutsche Übersetzung: Resist – Flucht nach Sequoia, 2013).
- Apple and Rain. Bloomsbury Publishing, London 2014, ISBN 978-1-4088-5306-1 (deutsche Übersetzung: Apple und Rain, 2016).
- One. Bloomsbury Publishing, London 2015, ISBN 978-1-4088-6311-4 (deutsche Übersetzung: Eins, 2016).
- We Come Apart, mit Brian Conaghan. Bloomsbury Publishing, London 2017, ISBN 978-1-4088-7887-3 (deutsche Übersetzung: Nicu & Jess, 2018).
- Moonrise. Bloomsbury Publishing, London 2017, ISBN 978-1-4088-7843-9 (deutsche Übersetzung: Wer ist Edward Moon?, 2019).
- Toffee. Bloomsbury Publishing, London 2019, ISBN 978-1-4088-6812-6. (deutsche Übersetzung: Toffee. Wie Glücklichsein von außen aussieht, 2023).
- Fizzy and Bandit, illustriert von Nicola Colton. Bloomsbury Publishing, London 2020, ISBN 978-1-4729-7089-3.
- Here is the Beehive. Bloomsbury Circus, London 2020, ISBN 978-1-5266-1949-5.

## Nominierungen und Auszeichnungen
Für ihr literarisches Schaffen erhielt Sarah Crossan verschiedene Auszeichnungen. Zu den wichtigsten gehören die Nominierungen für die Carnegie Medal (2013–2016), die Nominierungen für den Deutschen Jugendliteraturpreis (2014) und mehrfach der Luchs des Monats. Sämtliche Auszeichnungen als Übersicht:
- 2013: UKLA Book Award für The Weight of Water[1]
- 2013: Shortlist Carnegie Medal für The Weight of Water[6]
- 2013: CBI Eilís Dillon Award für The Weight of Water[25]
- 2013: Buch des Monats der Deutschen Akademie für Kinder- und Jugendliteratur für Breathe
- 2014: Nominierung für die Carnegie Medal für Breathe
- 2014: Nominierung für den Deutschen Jugendliteraturpreis für The Weight of Water[26]
- 2014: Luchs des Monats (Februar) für Die Sprache des Wassers[24]
- 2015: Shortlist Carnegie Medal für Apple and Rain[27]
- 2015: Shortlist IBW Book Award für Apple and Rain
- 2016: Longlist UKLA Book Award für Apple and Rain[28]
- 2016: Carnegie Medal für One[22]
- 2016: CBI Book of the Year Award für One[29]
- 2016: Shortlist CLPE Children´s Poetry Award für One[30]
- 2018: Luchs des Monats (März) für Nicu & Jess (zusammen mit Brian Conaghan)
- 2018–2020: Laureate na nÓg (Ireland’s laureate for children’s literature)
- 2020: Deutscher Jugendliteraturpreis (Preis der Jugendjury) für Wer ist Edward Moon?
- 2023: Luchs des Monats (Januar) für Toffee (zusammen mit der Übersetzerin Beate Schäfer)
- 2024: Nominierung für den Deutschen Jugendliteraturpreis mit Toffee. Wie Glücklichsein von außen aussieht in der Kategorie Preis der Jugendjury[31]

## Sonstiges
2014 hielt sie auf dem White Ravens Festival für internationale Kinder- und Jugendliteratur eine Lesung als geladene Jugendbuchautorin.